# Elitserien 1927/28
Die Saison 1927/28 war die erste Spielzeit der Elitserien, der höchsten schwedischen Eishockeyspielklasse. Meister wurde der IK Göta.

## Modus
In der Hauptrunde absolvierte jede der vier Mannschaften insgesamt sechs Spiele. Der Erstplatzierte der Hauptrunde wurde Meister. Für einen Sieg erhielt jede Mannschaft zwei Punkte, bei einem Unentschieden gab es einen Punkt und bei einer Niederlage null Punkte.

## Hauptrunde
|    | Klub          | Sp | S | U | N | T  | GT | Punkte |
| -- | ------------- | -- | - | - | - | -- | -- | ------ |
| 1. | IK Göta       | 6  | 5 | 0 | 1 | 24 | 15 | 10     |
| 2. | Södertälje SK | 6  | 4 | 0 | 2 | 25 | 13 | 8      |
| 3. | Hammarby IF   | 6  | 2 | 0 | 4 | 18 | 20 | 4      |
| 4. | Lidingö IF    | 6  | 1 | 0 | 5 | 13 | 32 | 2      |

Sp = Spiele, S = Siege, U = Unentschieden, N = Niederlagen